# Javokhirbek Nurmatov
Javokhirbek Nurmatov (26 maggio 1997) è uno schermidore uzbeko, specializzato nella spada.

## Palmarès
- Campionati asiatici

Bangkok 2018: bronzo nella spada a squadre.